# Melchor Pinto
Melchor Pinto Parada (Santa Cruz de la Sierra, Bolivia; 14 de noviembre de 1903-6 de diciembre de 1983) fue un médico y político boliviano nacido en la ciudad de Santa Cruz, ejerció el activismo en pro de su ciudad natal y contra el centralismo. La historiografía convencional lo denomina 'el patricio cruceño', por su labor defendiendo las ganancias de Bolivia por la extracción petrolera.

## Vida personal
Melchor Pinto era  hijo de la pareja conformada por  Melchor Pinto Sotelo y Sara Parada Arteaga, se casó con Leticia Peredo Zambrana, reconocida mujer en el entorno. Sus hijos fueron Marta 'Nena', Hugo 'Chacho', Jorge 'Pimpo' y Rosario 'Charito'.
Estudió la primaria en el Colegio Seminario y la secundaria en el Colegio Nacional Florida, del que se tituló como bachiller en Humanidades en 1921. Fue alumno del argentino Bernabé Sosa y del obispo de Santa Cruz José Belisario Santistevan.
Se graduó como alumno no destacado en la Universidad de Santiago de Chile, bajo la especialidad de médico cirujano, y permaneció en esa ciudad por un año, sirviendo en el Hospital Balmaceda, en las salas de clínicas y el pabellón de cirugía. Regresó a Santa cruz en 1928, para abrir su consultorio personal y luego trabajar en el Hospital San Juan de Dios.
Durante la Guerra del Chaco dirigió la Unidad Sanitaria de Santa Cruz , y una vez acabado el conflicto logró obtener el grado de teniente coronel. Posteriormente, fue docente de Medicina Legal en al Universidad Autónoma Gabriel René Moreno (UAGRM) y se encargó de modernizar la institución. Fue también ministro de Salud y Alcalde de Santa Cruz de la Sierra en 1949.

## Lucha cívica
En 1955 se dictó el Código de Petróleo, cuyo artículo 104 despojaba al departamento de Santa Cruz de sus regalías, lo que impulsó protestas acaecidas en 1957. Estas manifestaciones fueron dirigidas por el Comité Cívico Pro Santa Cruz, al mando de Melchor Pinto, y se constituyeron como cabildos, marchas, paros, huelgas y protestas callejeras.
En ese entonces, la ciudad no contaba con servicios de agua potable, energía eléctrica ni alcantarillado. El gobierno central reprimió estos actos de rebeldía violentamente, y llegó a exiliar a algunos de los líderes de las manifestaciones, no sin antes acusar a los cruceños de separatistas.
De acuerdo a Dionisio Foianini, las luchas cívicas de los años cincuenta son uno de los 3 factores que favorecieron la transformación económica de Santa Cruz, junto a Ley de Regalías Petroleras promulgada por Germán Busch y la creación de Yacimientos Petrolíferos Fiscales Bolivianos (YPFB).

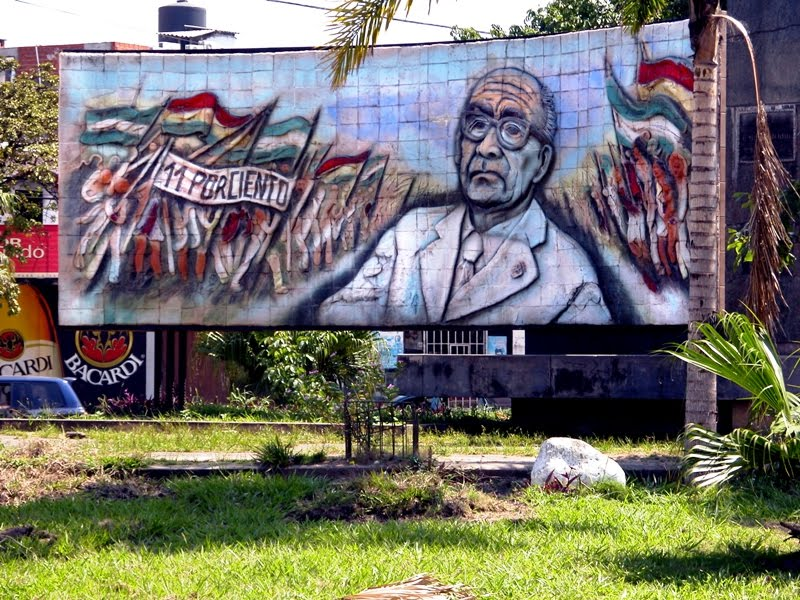
Mural del artista Lorgio Vaca en el 1° Anillo (lado este) de Santa Cruz de la Sierra, dedicado a las luchas cívicas y a Melchor Pinto.

La Ley de Regalías Petroleras garantizaba que el 11% del dinero obtenido por producción de petróleo en el país se iría para cada dpto. productor, pero el Código de Petróleo de 1955 anulaba esa posibilidad. Ante esta situación, el diputado cruceño Virgilio Vega propuso una ley interpretativa para que se cumpla el reparto de las regalías.
Esta ley intepretativa fue en fin exigida por el Comité Pro Santa Cruz en 1957, sancionada por el congreso en 1956, pero que el presidente Hernán Siles Zuazo no quería promulgar. Algunos reconocidos cruceños formaron una comisión para establecer los montos que el Estado debía a Santa Cruz desde 1938.
Pinto se expresó así de esta ley: «Constituye la única base firme para que un día no lejano se realicen las obras públicas de esta ciudad olvidada, se satisfagan las necesidades de las provincias y se inicie el desarrollo económico del departamento».
El 29 de octubre de 1957, el gobierno declara Estado de sitio y aseguraba que el movimiento rebelde se trataba de una reacción regionalista para separar a Bolivia. Al día siguiente se congregó un cabildo abierto en la plaza 24 de Septiembre y se decretó paro cívico para el otro día siguiente.
El gobierno quiso obligar a que los comercios retomen actividades, así que envió una comisión a la Alcaldía de Santa Cruz para evitar la represión cruenta. Sin embargo, su estrategia no funcionó y el gobierno envió militares con ametralladoras, algunas de cuyas balas acabaron con Jorge Roca Pereyra.

Ante tal acontecimiento, el Dr. Pinto declaró lo siguiente:
«Al pacífico pedido de un pueblo desarmado, se le ha contestado con otro agravio más que pretende silenciar su voz de angustia. Fuertes tropas de nuestro ejército han sido apostadas en las cercanías de la ciudad, listas para avanzar sobre ella y aplastarla. En el interior del país se ha llamado a las milicias armadas del Movimiento Nacionalista Revolucionario (MNR) y a las fuerzas campesinas, como una demostración de potencia a emplearse eventualmente contra un pueblo indefenso».
Mientras tanto, Siles Zuazo insistía en no promulgar la ley, y se negoció que el 11% de las regalías se divida en 5% para el departamento y 6% para el Estado, monto que invertiría en Santa Cruz sí o sí. El resultado no dejó satisfecho a nadie, pero sirvió para apaciguar un poco la situación.
Un grupo de emenerristas dirigidos por Luis Sandóval Morón atacó el Club Social, donde se celebraba una fiesta de promoción. En consecuencia, el 6 de diciembre las mujeres cívicas se declararon en huelga de hambre, la que sería la primera huelga femenina en el país. Lo que pedían era la renuncia de Sandóval.
El 7 de diciembre, Gumercindo Coronado Zambrana muere en un enfrentamiento con las fuerzas gubernamentales. Ante ello, Siles Zuazo asegura que reestablecerá el pago parcial de las regalías.

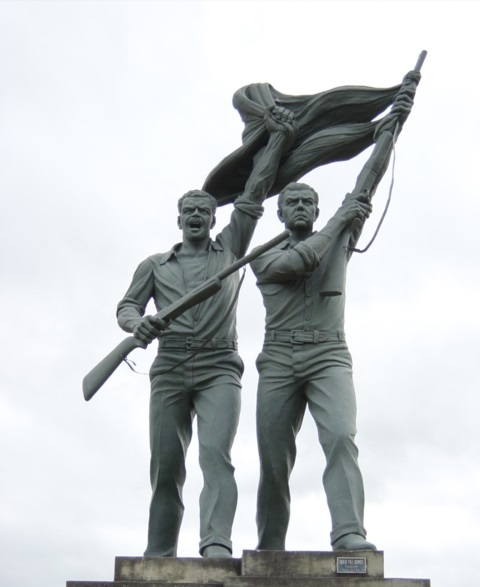
Monumento a Jorge Roca y Gumercindo Coronado en una avenida al oeste de la ciudad.

En mayo de 1958, luego de una rebelión provocada por la Falange Socialista Boliviana (FSB), el gobierno tuvo la excusa perfecta para enviar al ejército a reprimir Santa Cruz. También envió a campesinos de Cliza y Ucureña y mineros de Huanuni y Colquiri; todos ellos entraron a la urbe cruceña el 16 de ese mismo mes.
El 19 de mayo sucede la Masacre de Terebinto, y 7 días después el dr. Pinto fue exiliado a Buenos Aires, donde permanecería hasta julio, cuando le dieron amnistía. Las relaciones tensas siguieron su curso hasta que, a fines de junio de 1959, un policía murió misteriosamente y el gobierno envió a los militares para que cerquen Santa Cruz.
Los jóvenes de la Unión Juvenil Cuceñista (UJC) le hicieron frente a las tropas, pero se retiraron cuando vieron que no podían contra tantos. Se dirigieron hacia el río Surutú, donde más de 300 de ellos serían capturados.
El 9 de julio de ese mismo año el Dr. Pinto y su familia fueron exiliados a Perú por 5 años, hasta que cayó el MNR. Luego, las organizaciones cívicas fueron clausuradas y en 1965 se reorganizó el Comité Pro Santa Cruz. Finalmente, entre 1964 y 1978, gracias a los resultados de la lucha, el Comité de Obras Públicas utilizó las regalías para modernizar el departamento entero.
Falleció el 6 de diciembre de 1983. En 2016, sus descendientes abrieron la casa familiar del dr. Pinto para convertirla en espacio cultural; ahí mismo es posible consultar su archivo personal clasificado.
En 1978, el escritor cruceño Alfredo Ibáñez Franco escribió una biografía sobre la vida del Dr. Pinto, titulada Dr. Melchor Pinto Parada: arquetipo y vigía de la cruceñidad. Aquí se describen aspectos importantes de este personaje importante para Santa Cruz y también del Comité Cívico Pro Santa Cruz en el historial de defensa de intereses del oriente boliviano.

## Frases
- «A grandes males, grandes remedios».
- «Se debe exterminar la provisión de la materia prima con que se elaboran las drogas alucinógenas y estupefacientes. Como profesional médico y como simple ciudadano, exhorto a las autoridades nacionales y departamentales, a que cumplan con sus deberes y emprendan la lucha vigorosa para liberar a nuestros hijos, nietos y gentes de diferentes niveles, que ya han caído en la pendiente torturante del vicio, vicio repugnante que degrada en toda forma a la persona humana».

Frases alusivas a él
- «Sus manos carismáticas llevaron el alivio y la salud a sus semejantes» - ex canciller falangista Mario R. Gutiérrez.
- «Hombres y Mujeres de Santa Cruz: el camino de la ciudad Ñufleña por el que un día transitó el carretón chiquitano cansado de pascanas, el camino que corre en pos del a fe morena de la Virgen de Cotoca, el camino que ve nacer el sol, ya tiene un nombre: “Melchor Pinto Parada”, y el corazón del pueblo agradecido revienta de júbilo – He dicho» - Dr. Pedro Rivero Mercado.
- «Si alguien en Santa Cruz merece un monumento, el más grande, el más elocuente, el más bello, ese es el dr. Pinto» - Cap. José Terrazas Velasco.
- «Don Melchor Pinto Parada ocupa actualmente un sitial de honor en el seno de la sociedad boliviana y ejerce muy merecidamente el patriciado de Santa Cruz» - Los Tiempos de Cochabamba, 1977.